# Viktor Klimenko (gymnast)
Viktor Klimenko född den 25 februari 1949 i Moskva, Ryssland, är en sovjetisk gymnast.
Han ingick i det sovjetiska lag som tog OS-silver i lagmångkampen i samband med de olympiska gymnastiktävlingarna 1972 i München.